# Dryobotodes protea
Dryobotodes protea là một loài bướm đêm trong họ Noctuidae.